# Camillo Ricchiardi
Giuseppe Camillo Pietro Ricchiardi (Alba, 4 luglio 1865 – Casablanca, 21 gennaio 1940) è stato un militare, avventuriero e giornalista italiano.

## Biografia
Ricchiardi nacque in Alba il 4 luglio 1865, figlio di Giovanni Ricchiardi e Rosa Volpiano. Arruolatosi nell'esercito regio, Camillo Ricchiardi aveva frequentato l'Accademia Militare e la scuola di Cavalleria di Pinerolo da cui era uscito sottotenente per prestare servizio presso il Genova Cavalleria e poi come Tenente al Piemonte Reale Cavalleria. Nel 1889 chiese il congedo, sollecitato probabilmente dal colonnello Gerolamo Emilio Gerini, ufficiale italiano entrato al servizio di Rama V re del Siam come Direttore Generale dell'istruzione militare, si trasferì in quel paese occupandosi dell'organizzazione dell'esercito e dell'educazione militare di uno dei figli del regnante.
Nel 1893 il governo siamese lo inviò come delegato all'Esposizione Universale di Chicago, dove entrò a far parte della giuria internazionale. Svolse anche l'attività di giornalista per quotidiani europei e americani, per i quali iniziò una corrispondenza dal fronte della prima guerra sino-giapponese del 1895. Rientrato in Italia, pubblicò nel 1896 l'Annuario Ricchiardi. Corrispondente di guerra dall'Etiopia, sembra che fosse stato presente alla battaglia di Adua.
Dal 1897 al 1898 fu nominato agente a Shanghai dell'Unione Industriali Italiani in Cina. Nel 1898 raggiunse come mercenario il generale Emilio Aguinaldo che combatteva contro gli spagnoli per l'indipendenza delle Filippine. Nel 1899 riuscì a raggiungere le repubbliche boere del Sudafrica. Qui, in breve tempo, diventò comandante con il grado di colonnello della Legione Volontaria Italiana, un gruppo di circa 200 italiani e non solo, che combattevano a fianco delle truppe boere contro gli inglesi, innovando i sistemi di guerriglia con la creazione dei primi commando.
Numerose sono le pubblicazioni che trattano in modo esauriente le sue avventure nel Transvaal boero. Tra i vari documenti del museo nazionale della repubblica Sud Africana sulla guerra boera, sono conservate alcune fotografie di Camillo Ricchiardi. La guerra anglo-boera è infatti la parte centrale della vita di Camillo Ricchiardi, qui conobbe Myra Franciska Guttmann Joubert, nipote del generale Petrus Jacobus Joubert e di Paul Kruger, il famoso presidente boero. Si incontrarono forse due volte, a Bruxelles nel 1901 e a Mentone, dove aveva preso residenza Paul Kruger dopo aver lasciato il Transvaal.
Famosa è la cattura da parte di Camillo Ricchiardi di un treno sul quale si trovava il giovane Winston Churchill, in Sud Africa come giornalista. Durante la cattura, Churchill risultò troppo compromesso con l'esercito nemico. Trovato in possesso di una pistola Mauser C96 con pallottole proibite (dum-dum), rischiò di essere fucilato, ma il pronto intervento del comandante Ricchiardi gli salvò la vita. Tuttavia Churchill, nelle sue memorie, omise di essere stato catturato da italiani.
Rientrato in Italia, organizzò i comitati a favore della causa boera contro gli invasori inglesi, quindi si trasferì in Argentina con il suo amico Louis Baumann dove il governo lo nominò amministratore di una colonia di rifugiati boeri nel Chubut e Neuquén. Ricchiardi si dedicò a diverse attività commerciali in società anche con Gastone Guerrieri conte di Mirafiori e Fontanafredda, nipote di Vittorio Emanuele II e di Rosa Vercellana Guerrieri. Nel 1923, fu colpito da un ictus che lo renderà parzialmente infermo. Accudito dalla moglie e dalle due figlie, si stabilirà nel 1928 a Montecarlo, poi a Nizza Marittima e infine a Casablanca in Marocco, dove morirà nel 1940.